# Transatlantic Communications Cable
Il Transatlantic Communications Cable, abbreviato TAT, è un cavo sottomarino per la comunicazione digitale intercontinentale situato sotto l'Oceano Atlantico. Tutti i cavi moderni sono in fibra ottica. La maggior parte di tali cavi seguono un lungo percorso circolare che va da Londra a New York City, per la forte richiesta di alta velocità utilizzata soprattutto per le transazioni finanziarie internazionali.
Questo percorso tocca anche il Canada vicino a Halifax (Nova Scotia), Moncton (New Brunswick), Saint John's (Terranova e Labrador), Islanda, Belfast (Irlanda del Nord) Dublino (Irlanda).  Molti cavi sono monitorati e controllati da tali posizioni centrali, piuttosto che dagli estremi delle linee. Questo implica una risposta più rapida ai problemi, ed una maggiore convenienza nell'assunzione del personale qualificato in queste zone. 
L'Islanda, inoltre, offre grandi vantaggi per le imprese di comunicazione in quanto sono effettivamente immuni da azioni legali per diffamazione o per diffusione di eventuali informazioni negative su eventi pubblici, aziende o figure. Si prevede che tali punti intermedi sulla grande rotta circolare svolgeranno un ruolo sempre più importante in queste attività, se non altro perché i segnali di trading originati da questi raggiungono sia Londra che New York più velocemente di quanto un qualsiasi altro segnale originato da un centro impiega per giungere ad un altro.

## Storia
Il primo fu posato nel 1858 dall'imprenditore Cyrus West Field ed è rimasto operativo solo per un mese, successivi tentativi nel 1865 e nel 1866 hanno avuto più successo.  Anche se si iniziò a parlare di un cavo telefonico già all'inizio del 1920, per arrivare ad una realizzazione pratica bisognò aspettare una serie di progressi tecnologici che non arrivarono prima del 1940.  A partire dal 1927, il servizio telefonico transatlantico era basato sulla radio. 
TAT-1 (Transatlantic n ° 1) è stato il primo sistema di comunicazione tramite un cavo telefonico transatlantico. Il cavo è stato posato tra Gallanach Bay, vicino a Oban, Scozia e Clarenville, Terranova tra il 1955 e il 1956, dalla nave posacavi Monarch . È stato inaugurato il 25 settembre 1956, ed aveva la capacità iniziale di 36 canali telefonici. Nelle prime 24 ore di servizio pubblico vi furono 588 chiamate Londra-USA e 119 Londra-Canada. La capacità del cavo è stata in seguito aumentata a 48 canali. TAT-1 è entrato in pensione solo nel 1978.
Ci sono stati in seguito una serie di sistemi di cavi transatlantici tecnologicamente più avanzati. Ad oggi, tutti i cavi utilizzano la trasmissione in fibra ottica, e un sistema ad anello "self-healing".  Verso la fine del XX secolo quindi, le comunicazioni via satellite hanno perso la maggior parte del loro traffico telefonico sul Nord Atlantico in favore di questi cavi a basso costo, ad alta capacità ed a bassa latenza. Questo vantaggio inoltre aumenta nel tempo, in quanto cavi sempre più avanzati offrono una maggiore velocità. Nel 2012 sono stati posati dei nuovi cavi che hanno abbassato la latenza a meno di 60 millisecondi, secondo quanto affermato della società Hibernia Atlantic, che ha installato uno di questi cavi. [8] [9]
| Nome del cavo | Durata servizio | Tipo         | Numero di canali iniziale | N. di canali finale | Estremità occidentale | Estremità orientale                                    |
| ------------- | --------------- | ------------ | ------------------------- | ------------------- | --------------------- | ------------------------------------------------------ |
| TAT-1         | 1956-1978       | Galvanico    | 36                        | 48                  | Terranova             | Regno Unito                                            |
| TAT-2         | 1959-1982       | Galvanico    | 48                        | 72                  | Terranova             | Francia                                                |
| TAT-3         | 1963-1986       | Galvanico    | 138                       | 276                 | New Jersey            | Regno Unito                                            |
| TAT-4         | 1965-1987       | Galvanico    | 138                       | 345                 | New Jersey            | Francia                                                |
| TAT-5         | 1970-1993       | Galvanico    | 845                       | 2.112               | Rhode Island          | Italia                                                 |
| TAT-6         | 1976-1994       | Galvanico    | 4,000                     | 10,000              | Rhode Island          | Francia                                                |
| TAT-7         | 1978-1994       | Galvanico    | 4,000                     | 10.500              | New Jersey            | Regno Unito                                            |
| TAT-8 *       | 1988-2002       | Fibra ottica | 40,000                    | -                   | Stati Uniti           | Regno Unito, Francia                                   |
| TAT-9         | 1992-2004       | Fibra ottica | 80.000                    | -                   | USA, Nuova Scozia     | Spagna, Francia, Regno Unito                           |
| TAT-10        | 1992-2003       | Fibra ottica | 2 × 565 Mbit / s          | -                   | Stati Uniti           | Germania                                               |
| TAT-11        | 1993-2003       | Fibra ottica | 2 × 565 Mbit / s          | -                   | Stati Uniti           | Francia                                                |
| TAT-12/13     | 1996-2008       | Fibra ottica | 12 × 2,5 Gbit / s         | -                   | USA × 2               | Regno Unito, Francia                                   |
| TAT-14        | 2000            | Fibra ottica | 3.2 Tbit / s              | -                   | USA × 2               | Regno Unito, Francia, Paesi Bassi, Germania, Danimarca |
| CANTAT-1      | 1961-1986       | Galvanico    | 80                        | -                   | Terranova             | Regno Unito                                            |
| CANTAT-2      | 1974-1992       | Galvanico    | 1.840                     | -                   | Nuova Scozia          | Regno Unito                                            |
| CANTAT-3      | 1994-2010       | Fibra ottica | 2 × 2,5 Gbit / s          |                     | Nuova Scozia          | Islanda, Isole Faroe, Regno Unito, Danimarca, Germania |
| PTAT-1        | 1989-2004       | Fibra ottica | 3 × 140 Mbit / s?         |                     | New Jersey e Bermuda  | Irlanda e Regno Unito                                  |

* Primo cavo in fibra ottica.
La serie di cavi TAT costituisce una grande percentuale di tutti i cavi sotto il Nord Atlantico. Tutti i cavi TAT sono frutto di collaborazioni e consorzi tra un certo numero di aziende di telecomunicazioni, ad esempio, la British Telecom. I CANTAT sono cavi transatlantici che terminano in Canada invece che negli Stati Uniti. Ci sono un certo numero di cavi non TAT privati.
| Nome                | Data                | Capacità nominale                                 | Latenza (ms) | Nodi                                            | Proprietario                                              |
| ------------------- | ------------------- | ------------------------------------------------- | ------------ | ----------------------------------------------- | --------------------------------------------------------- |
| Gemini (dismesso)   | 1998                |                                                   | sotto 100ms  |                                                 | Cable & Wireless                                          |
| Apollo              | 2002                | 3.2 Tbit / s                                      | sotto 100ms  |                                                 | Cable & Wireless                                          |
| AC-1                | 1998                | 120 Gbit / s                                      | 65ms         |                                                 | Level 3 Communications (Crossing originariamente Globale) |
| Yellow/AC-2         | 2000                | 640 Gbit / s                                      | sotto 100ms  |                                                 | Level 3 Communications                                    |
| FLAG Atlantic       | 2000                |                                                   | sotto 100ms  |                                                 | Reliance Communications                                   |
| VSNL transatlantico | 2001                | 5.1 Tbit / s                                      | sotto 100ms  |                                                 | venduti da Tyco per VSNL nel 2005                         |
| Hibernia Atlantic   | 2001                | 320 Gbit / s, aggiornato a 10,16 Tbit / s         | sotto 70ms   |                                                 | CVC Acquisition Company                                   |
| Emerald express     | 2014 (in programma) | 4 × 10 Tbit / s (quattro strand 100x100 Gbit / s) | 54ms         | Moncton, S. Giovanni, Islanda, Belfast, Dublino | Emerald Atlantis                                          |
| Hibernia Atlantic   | 2012 (in programma) | sconosciuto (quattro fili)                        | 59ms         | Herring Cove (vicino a Halifax, Canada)         | CVC Acquisition Company                                   |